# Myleus
Myleus (von griechisch mylax, mylakos = Mühlstein) ist eine Gattung großer, scheibenförmiger Salmler aus Südamerika. Sie kommen im tropischen Südamerika, östlich der Anden von den Guyanas über das Amazonasgebiet bis zum Río de la Plata vor. Die Süßwasserfische ernähren sich hauptsächlich pflanzlich, einige Arten auch von Früchten.

## Merkmale
Myleus-Arten werden 15 bis 60 Zentimeter lang. Ihr Körper ist hochrückig und seitlich stark zusammengedrückt. Ihre Schuppen sind klein. Sie unterscheiden sich von der Gattung Metynnis durch ihre längere, von 21 bis 31 Flossenstrahlen gestützte Rückenflosse und die kurze Fettflosse. Der erste Strahl der Rückenflosse ist stachelartig, der Abstand zwischen Rückenflosse und Fettflosse ist immer größer als die Länge der Fettflosse. Außerdem haben die Myleus-Arten einen deutlichen Geschlechtsdimorphismus, der dazu geführt hat, dass Männchen und Weibchen als unterschiedliche Arten beschrieben wurden. Die Männchen haben eine zweilappig ausgezogene Afterflosse, bei den Weibchen ist sie sichelförmig, zur Laichzeit tragen sie dunkelrote Flecken an den Körperseiten.

## Arten
- Myleus altipinnis (Valenciennes in Cuvier & Valenciennes, 1850)
- Myleus knerii (Steindachner, 1881)
- Myleus latus (Jardine & Schomburgk, 1841)
- Myleus micans (Lütken, 1875)
- Myleus pacu (Jardine & Schomburgk in Schomburgk, 1841)
- Myleus setiger Müller & Troschel, 1844